# Lysiteles wenensis
Lysiteles wenensis es una especie de araña cangrejo del género Lysiteles, familia Thomisidae, orden Araneae.

## Distribución
Esta especie se encuentra en China.

## Taxonomía
Fue descrita científicamente por Song en 1995.
Tratamiento taxonómico
La especie aparece registrada y publicada en Notes on two species of the genus Lysiteles (Araneae: Thomisidae) from China. Acta Arachnologica Sinica 4: 125–126.